# 努阿尔
努阿尔（法語：Nouart，法語發音：[nwaʁ]）是法国大東部大區阿登省的一个市镇，属于武济耶区。

## 地理
努阿尔（49°26'24"N, 5°2'59"E）面积17.73 平方千米，位于法国大東部大區阿登省，该省份为法国北部内陆省份，西接埃纳省，南至马恩省，东临默兹省，北与比利时接壤。
与努阿尔接壤的市镇（或旧市镇、城区）包括：巴永维尔、贝尔瓦尔布瓦德达姆、比藏西、福塞、博克莱尔、阿戈讷地区博福尔。

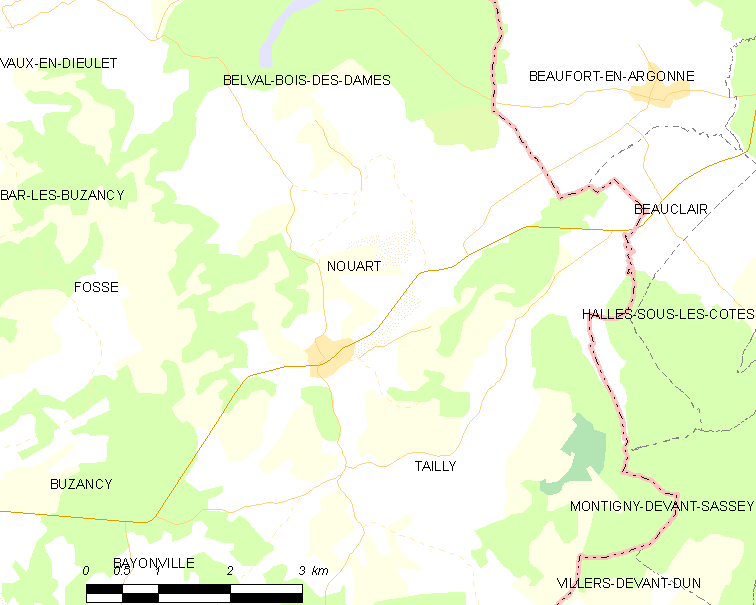
努阿尔的OSM定位图

努阿尔的时区为UTC+01:00、UTC+02:00（夏令时）。

## 行政
努阿尔的邮政编码为08240，INSEE市镇编码为08326。

## 政治
努阿尔所属的省级选区为武济耶县。

## 人口

1962-2008年间努阿尔人口变化图示

努阿尔于2022年1月1日时的人口数量为110人。